# リ・ジャウェイ
リ・ジャウェイ（李 佳薇、Li Jiawei、1981年8月9日 - ）は、中華人民共和国北京市生まれのシンガポールの女子卓球選手。フォア面表ソフトラバー、バック面裏ソフトラバーの前陣速攻型である。2009年4月時点の世界ランキングは7位。
世界卓球選手権には1997年のクアラルンプール大会から2008年の広州大会まで連続して出場していたが2008年9月に入籍し、2009年に行われた世界選手権横浜大会は不参加であった。2008年の世界選手権広州大会では決勝のトップで中国の郭躍を破ったが張怡寧に敗れ1-3でシンガポールは中国に敗れて準優勝に終わった。2010年の世界選手権モスクワ大会でシンガポール代表に復帰したが控え選手であった。彼女の出場機会はなかったもののシンガポールは決勝で中国を破り初優勝を飾った。

## 主な戦績
- 2004年 - アテネオリンピック女子シングルス4位
- 2005年 - ITTFプロツアー・グランドファイナル女子シングルス2位
- 2006年 - IITFプロツアー・グランドファイナル女子シングルスベスト4、女子ダブルスベスト4
- 2007年 - 第49回世界卓球選手権個人戦ザグレブ大会 女子ダブルスベスト4、ITTFプロツアー・グランドファイナル 女子ダブルスベスト4
- 2008年 - 北京オリンピック 女子シングルス4位、女子団体2位、ITTFプロツアー・グランドファイナル 女子ダブルス優勝
- 2010年 - 第50回世界卓球選手権団体戦モスクワ大会女子団体優勝
- 2012年 - ロンドンオリンピック 女子団体3位